# 비지칼크
비지칼크(VisiCalc)는 1979년 댄 브릭클린(Dan Bricklin)이 개발한 최초의 스프레드시트 소프트웨어이다. 당시 비싼 장난감에 불과하던 개인용 컴퓨터에서, 사무용으로서의 가치를 드러내어, 개인용 컴퓨터 시장의 폭발적인 성장과 애플 II의 성공에 큰 기여를 하였다. 개발 당시 마땅한 컴퓨터가 없어서 빌려온 것이 애플 II였다고 전해진다. 댄 브릭클린의 친구인 밥 프랭크스, 로터스 1-2-3로 비지칼크를 밀어낸 미치 케이퍼와 현재 마이크로소프트사 소속으로 노츠의 개발자인 레이 오지 등이 당시 개발에 참여했다고 전해진다.
당시 비지칼크는 애플 II의 판매량을 무려 10배나 증가시킨 킬러 애플리케이션이었다.